# نزار عبد الستار
نزار عبد الستار قاصّ وروائيّ عراقي، وُلد في بغداد عام 1967. نالت روايته الأولى «ليلة الملاك» اهتمامًا واسعًا ومُنحت عام 1999 جائزة أفضل رواية عراقيّة عن اتّحاد أدباء العراق، وجائزة الإبداع، وهي أرفع جائزة رسميّة عراقيّة. كما حقّقت مجموعته القصصيّة «رائحة السينما» رواجًا كبيرًا، وأعيد طبعها أكثر من مرّة ونالت جائزة الإبداع عام 2010. عمل بعد عام 2003 في الصحافة، حيث أدار تحرير جريدة «المدى»، كما أسّس جريدة «تاتو» الثقافيّة. وقد حازت رواية يوليانا أهتماما واسعا لدى القراء والنقاد والصحف كذلك رواية ترتر التي أثارت أعجاب الكثيرين حتى أنها أدرجت في القائمة القصيرة لـ جائزة الشيخ زايد للكتاب فرع الادب 2019.

## عن كتاباته
يعدّ نزار عبد الستار من أبرز كتاب الجيل التسعيني في العراق وأعماله نالت اهتمام النقاد. تعتبر مجموعاته القصصية وأعماله الروائية غنية بالحس الإنساني وتمزج بين الواقع والفنتازيا بلغة شفافة فضلًا عن ثرائها المعرفي والتقني. كما تمتاز نصوصه بلغتها وعمقها الدلالي وتلمسها الواقع العراقي. أصدر مجموعته القصصية الأولى «المطر وغبار الخيول» في عام 1995 وتبعها«ليلة الملاك» في العام 1999. وأصدر مجموعته الثانية «رائحة السينما» في عام 2002. أكمل مشواره الادبي بأصدار الرواية الثانية له «الامريكان في بيتي» في عام 2011 ومن ثم مجموعته القصصية الثالثة «بيجامة حمراء بدانتيلا بيضاء» في عام 2013. وفي عام 2016 نشر الرواية الثالثة «يوليانا» والتي تحاكي أسلوب الواقعيّة السحريّة من خلال قصّة مدينة صغيرة منسيّة وجيلَين من الأبناء. بين الملحميّ والدينيّ والدنيويّ، يعالج الكاتب بعين ثاقبة وقلم لمّاح ساخر مجبول بالتاريخ والأسطورة، عراق البارحة واليوم، وتحديدًا المجتمع المسيحيّ فيه. وفي عام 2018 صدرت للروائي نزار عبد الستار رواية ترتر والتي ركّزت على فكرة النهضة العلمية والصناعية، وتكلمت عن جيل من المتطلعين إلى أوروبا باعتبارها الأنموذج. هذه النهضة كان بإمكان ألمانيا دعمها والمضيّ فيها لو أن مشروع سكة حديد برلين- بغداد نجح، وتم قطع طريق الهند البري على الإنكليز.وقد أدرجت رواية ترتر في القائمة القصيرة لجائزة الشيخ زايد للكتاب 2019-فرع الاداب.

## أعماله المطبوعة
1.المطر وغبار الخيول / قصص ( دار الشؤون الثقافية بغداد 1995)
2. ليلة الملاك / رواية (بغداد ـ دار الشون الثقافية 1999)
3. رائحة السينما / قصص (بغداد دار الشؤون الثقافية 2022)
4. "الأمريكان في بيتي" / رواية ( بيروت ـ المؤسسة العربية للدراسات والنشر 2011)
5. بيجامة حمراء بدانتيلا بيضاء/ قصص ( بيروت ـ المؤسسة العربية للدراسات والنشر 2013)
6. يوليانا / رواية (بيروت ـ هاشيت انطوان 2016)
7. ترتر/ رواية ( بيروت ـ هاشيت انطوان 2018)
8. مسيو داك / رواية (بيروت ـ هاشيت انطوان 2020)
9. الأدميرال لا يحب الشاي / رواية  (بيروت ـ الساقي 2023 )
10. ماذا نفعل لو هاجمنا البرابرة / مقالات ( جدة ـ السعودية ـ دار يسطرون 2023)
11. فورور / رواية (بيروت ـ هاشيت انطوان 2024)

## نبذة عن رواية يوليانا
يوليانا ليست امرأة تمامًا، وليست قدّيسة فقط. هي مدينة. هي ضمير. هي القوة الصامتة تنطق حين يجب أن تفعل وتختار بعناية من تخاطبهم. يكفي أن تلامس قبرها، وأن تداعب طيفها، يكفي أن تكون مجنونًا قليلًا، مستبعدًا كثيرًا وفق نواميس البشر الضيّقة، يكفي أن تكون قلبًا أبيض، حتّى تأتيك.
ناحية الموصل، في دير صغيرٍ متواضع في قرية كرمليس، ترفرف روح يوليانا على المدينة. هناك، تتواصل مع مريديها، تشهد على التغيّرات التي تطرأ على البلدة البعيدة المنعزلة وهي تفتح أبوابها لرياح التحديث. يوليانا لا تحارب بسيف الدين كما يفعل الدخلاء الجدد، لا تدين التحوّلات التي جرفت أبناء البلدة نحو الملذّات ورياح الحداثة. هي الشاهدة، هي الحاضرة الغائبة، هي تلك الكتلة المشعّة التي لا تظهر كثيرًا، ولكنّها، إن ظهرت، تشعل الدنيا نورًا.
«يوليانا» تحاكي أسلوب الواقعيّة السحريّة من خلال قصّة مدينة صغيرة منسيّة وجيلَين من الأبناء. بين الملحميّ والدينيّ والدنيويّ، يعالج الكاتب بعين ثاقبة وقلم لمّاح ساخر مجبول بالتاريخ والأسطورة، عراق البارحة واليوم، وتحديدًا المجتمع المسيحيّ فيه.

## نبذة عن رواية ترتر
في تشرين الأول من عام 1898، يقوم إمبراطور ألمانيا فيلهلم الثاني برحلة إلى الشرق. في إسطنبول، يلتقي السلطان عبد الحميد الثاني ويخطّطان لإنشاء سكّة حديد برلين-بغداد بهدف منافسة التجارة الإنكليزية وقطع طريق الهند البرّي. لمواكبة المشروع، يجب قبل كلّ شيء إدخال التجّار الألمان إلى ولاية الموصل والعمل على تأسيس صناعة نسيجية تتفوّق على تلك الإنكليزية. ومَن غير آينور هانز، وليدة الأب الألماني والأم التركية، التي تعمل مرشدة سياحية في وكالة توماس كوك للسفر، للقيام بهذه المهمّة؟
لكنّ آينور هانز المسكونة بالأحلام، والمسيَّرة بالحبّ، تذهب إلى أبعد من ذلك، متحدّية جبروت ثلاث دول عظمى هي إنكلترا وفرنسا وروسيا القيصرية.

## أقوال ومقتطفات للقاص والروائي نزار عبد الستار
- الرواية التاريخية ماتت مع جرجي زيدان ففي السابق كان تمثّل التاريخ والتطابق مع رواية الواقعة هو هدف فني بحد ذاته، لكن هذا المفهوم تغيّر مع المدارس الإبداعية الحديثة ومع تطور علم الرواية، لذلك لن أروي التاريخ بوقائعه ومصادره وإنما سأبتكر واقعتي الخيالية وأستعرض فكري ومهاراتي، وأتستر بالشكل التاريخي سعيا إلى خلق الفن وإقناع القارئ بفكرتي وقراءتي لمجرى الحياة. (نزار عبد الستار  في حوار مع الدستور المصرية)
- في ‘ترتر‘ ركّزت على فكرة النهضة العلمية والصناعية، وتكلمت عن جيل من المتطلعين إلى أوروبا باعتبارها الأنموذج. هذه النهضة كان بإمكان ألمانيا دعمها والمضيّ فيها لو أن مشروع سكة حديد برلين- بغداد نجح، وتم قطع طريق الهند البري على الإنكليز. الالتباس الأكبر يكمن في مناهضة كل ما هو جديد. السلطان عبد الحميد الثاني نفسه كان يخاف من الكهرباء وأجّل مرارا دخولها إلى إسطنبول. في العقديْن الأخيريْن من عمر الدولة العثمانية كان الالتباس هو السائد، لأن التحديث تأخر وهذا الشيء حدث في بلداننا العربية أيضا. في رواية ‘ترتر’ هناك صراع بين الحداثة والقدامة، وفي هذا الزمن تحديدا ‘زمن الرواية‘ بدأ التعصب ينمو لمعاداة الحضارة الأوروبية، كما أن النخب المثقفة العربية استسلمت أمام الجهل المتشدد. (نزار عبد الستار  في حوار مع صحيفة العرب اللندنية)
- في الكتابة اؤمن بتراتبية البناء واللغة هي إحدى أهم البنى التي اشتغل عليها بصبر فأنا ابذل جهدا كبيرا في ابتكار المفردة وصفها موسيقيا في الجملة. اهتم كثيرا بنغمة الكلمة وترابطها مع النسيج العام واتجنب المفردة ذات الاحرف الصارخة. اللغة الموسيقية مهمة في اعمالي فالعمل الناجح هو سلسلة بنى متداخلة ومتينة ولابد للغة هنا ان تعمل على الإبهار وبالتالي تتمكن من شد المتلقي. اعتقد ان الكلمة البسيطة السلسة لا تدعو إلى الاسترخاء، وانما الكلمة الفاتنة غير المتوقعة هي التي تجلب الانتباه وتفتعل اللذة. (نزار عبد الستار  في حوار مع صحيفة العرب اللندنية).

## لقاءات نزار عبد الستار
1. لقاء للكاتب نزار عبد الستار في برنامج Happening على الـMTV اللبنانية https://www.youtube.com/watch?v=ykng4XQECvk&t=172s
2. حوار مع نزار عبد الستار في برنامج خوابي الكلام على تلفزيون لبنان https://www.youtube.com/watch?v=6WT0Di9Sa9g&t=105s
3. تقرير عن رواية ترتر للكاتب نزار عبد الستار في برنامج بلا طول سيرة على تلفزيون المستقبل https://www.youtube.com/watch?v=Y61q5fg-KmA&t=159s
4. ندوة عن رواية ترتر وتكريم الروائي نزار عبد الستار في الرابطة الثقافية في طرابلس - لبنان https://www.youtube.com/watch?v=tAESpg37nNI&t=223s
5. نزار عبد الستار في برنامج فنجان الصباح على فضائية العراقية https://www.youtube.com/watch?v=PhSQWNYljDk&t=186s&pbjreload=10
6. صالون علي وجيه | الضيف نزار عبد الستار | قاص وروائي https://www.youtube.com/watch?v=tRUNWw-PKmA&t=743s
7. "الكتابة للإجابة عن التساؤلات والشكوك".. لماذا يكتب االعراقي نزار عبد الستار؟ l ضفاف https://www.youtube.com/watch?v=JDNgJIHm_p8
8. الكاتب العراقي نزار عبد الستار وروايته "فورور'' في ضيافة نجوى بركات في مطالعات https://www.youtube.com/watch?v=jfCjCZn_BII&t=64s